# Alexey Sokolsky

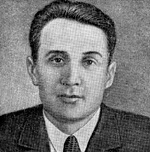
Foto do enxadrista Ucrano-Bielorrusso Alexey Sokolsky.

Alexey Pavlovich Sokolsky (5 de novembro de 1908 - 27 de dezembro de 1969) foi um enxadrista ucrano-bielorrusso mestre de xadrez e teórico sobre aberturas do xadrez.
Foi campeão ucraniano duas vezes (1947 e 1948), bielorrusso (1958) e soviético de xadrez por correspondência (1948-1951) e disputou o campeonato soviético várias vezes sendo sua melhor colocação o 8º lugar em 1944.
Seu nome é conhecido devido a pesquisa e desenvolvimento da teoria de aberturas em 1.b4 que é conhecida como Abertura Sokolsky, tendo escrito mais de uma dúzia de livros, sendo os mais famosos: The Modern Openings in Theory and Practice (1962) e Debyut 1b2-b4 (1963), um livro sobre sua abertura epônima.